# 真夜中のゴースト
ミュージカル『真夜中のゴースト』（まよなかのゴースト）は宝塚歌劇団のミュージカル作品。16場。
雪組公演。併演作品は『レ・シェルバン』。

## 概要
雪組トップスターの轟悠の宝塚大劇場お披露目公演である。

## 公演期間と公演場所
- 1997年9月19日 - 11月3日（新人公演：10月7日）宝塚大劇場[1]
- （東京宝塚劇場未公演）

## スタッフ
- 作・演出：中村暁[1]
- 作曲・編曲：吉田優子[1]
- 音楽指揮：岡田良機[1]
- 振付[1]：羽山紀代美、若央りさ
- 装置：大橋泰弘[1]
- 衣装：任田幾英[1]
- 照明：勝柴次朗[1]
- 音響：加門清邦[1]
- 小道具：伊集院撤也[1]
- 効果：木多美生[1]
- 演技指導：美吉左久子[1]
- 演出助手：植田景子[1]
- 装置補：新宮有紀[1]
- 衣装補：田口美香[1]
- 舞台進行：森田智広[1]
- 制作：植田孝[1]
- 演奏：宝塚管弦楽団[1]
- 衣装生地提供：ミカレディ株式会社[1]
- 演出担当（新人公演）：植田景子[1]

## 主な配役
※「（）」の人物は新人公演の配役
- チャールズ - 轟悠（貴城けい）[1]
- マリー - 花總まり（愛田芽久）[1]
- エリック - 和央ようか（汐美真帆）[1]
- ウィリアム - 安蘭けい（夢輝のあ）[1]
- アラベラ - 貴咲美里（紺野まひる）[1]
- マーガレット - 星奈優里→紺野まひる<10月2日より星奈の組替えによる>（愛耀子）[1]
- エルドリッジ - 貴城けい（初嶺まよ）[1]